# ガイズ&ドールズ
『ガイズ&ドールズ』 (Guys & Dolls) は、フランク・レッサー作詞作曲、ジョー・スワーリングおよびエイブ・バロウズ脚本によるミュージカル。
デイモン・ラニアンの2つの短編『The Idyll of Miss Sarah Brown』(1933年)および『Blood Pressure』を原作としている。またラニアンの『Pick the Winner』など他の作品からも登場人物や筋書を取り入れている。
1950年のブロードウェイ初演から1,200回以上も上演され、トニー賞 ミュージカル作品賞を受賞した。ブロードウェイやロンドンで再演を重ねている他、1955年にはマーロン・ブランド、ジーン・シモンズ、フランク・シナトラ、ヴィヴィアン・ブレインが出演する映画版『野郎どもと女たち』が製作された。
1951年、ピューリッツァー賞 戯曲部門に一旦選ばれたが、脚本家のエイブ・バロウズが下院非米活動委員会(HUAC)により共産党シンパと明かされコロンビア大学理事会が投票拒否したため、同年のピューリッツァー賞戯曲部門は該当作なしとなった。
1998年、ヴィヴィアン・ブレイン、サム・レヴェン、ロバート・アルダ、イザベル・ビグリーらが歌う、1950年のデッカ・レコードから発売されたオリジナル・ブロードウェイ・キャスト・アルバムが、参加者たちの没後にグラミーの殿堂入りを果たした。
ブロードウェイでも、最も陽気なミュージカル・コメディの一つとして、評価の高い作品であり、ミュージカル・ファンなら誰もが知るとまで言われている。

## 概要

### 舞台版
1950年、ブロードウェイで作曲：フランク・レッサー、演出：ジョージ・S・カウフマン、振り付け：マイケル・キッドらにより初演され、上演回数1200回、4年のロングラン公演となった。
トニー賞では、ミュージカル作品賞をはじめ、演出賞、作詞・作曲賞、台本賞（ジョー・スワーリング/エイブ・バローズ）、振付賞、主演男優賞(ロバート・アルダ)などを受賞。この後、ブロードウェイでは、1976年にオール黒人キャスト版が、また1992年4月から1995年1月まで1143回のロングラン公演が行われている。
初演での主役の中心軸は、スカイ・マスターソンとサラ・ブラウンだが、1992年4月から1995年1月までの公演では、主役の中心軸を、ややネイサン・デトロイドとアデレイドに移した作りになっている。また、1992年4月から1995年1月までの公演ではトニー賞で、ベスト・リバイバル賞をはじめ、演出賞（ジュリー・サックス）、舞台美術賞（トニー・ウォルトン）、主演女優賞（アデレイド役のフェイス・プリンス）などを受賞している。
また、この公演は、テレビ朝日の開局35周年記念公演として、1993年9月から10月まで日生劇場において、来日公演が行われた。この時、アデレイド役として、ローナ・ラフト（ライザ・ミネリの妹）が、来日している。
日本では、宝塚歌劇団で1984年11月から12月に宝塚歌劇70周年の記念公演として上演した。当時、絶大な人気を誇っていた大地真央が熱心に働きかけ、その当たり役として知られる。宝塚においては、2002年に月組（主演：紫吹淳）、2015年に星組（主演：北翔海莉）によりそれぞれ再演された。なお、アデレイド役は初演で元男役の条はるきが演じ、以降、男役が演じることが多い役となっている。
1993年5月に日生劇場開場30周年記念として東宝版が（タイトルは「ガイズ&ドールズ」ではなく「ガイズ・アンド・ドールズ」）、2010年4月、内博貴主演で上演。同年8月に名古屋で再演された。

### 映画版
スカイをマーロン・ブランド、サラをジーン・シモンズが演じた映画版は1955年に上映され、日本では翌1956年に、『野郎どもと女たち』という邦題で上映されている。この映画版では、ニューヨークの話ながら、ニューヨーク・ロケは行われず、スタジオにニューヨークのセットを作って撮影された。また、一部のミュージカル・ナンバーも異なっている。

## 背景
本作はプロデューサーのサイ・フュアとアーネスト・マーティンによりデイモン・ラニアンの短編の派生作品として着想された。1920年代から1930年代に執筆されたこれらの短編はギャングやギャンブラーなどニューヨークの裏社会のキャラクターが登場する。ラニアンは作品中において非常に改まった言葉とスラングをミックスした独特な文体で知られていた。キャリアのほとんどをミュージカル映画の作詞家として過ごしたフランク・レッサーが作詞作曲家として採用された。ジョージ・S・カーフマンが演出家として採用された。ジョー・スワーリングによる脚本の第一稿の出来が良くなく、フュアとマーティンはラジオ・コメディ作家のエイブ・バロウズに改訂を依頼した。
レッサーは第一稿に合わせた楽曲の多くをすでに作曲していた。のちにバロウズは「レッサーが作曲した14曲は全て素晴らしく、改訂版はそれらの曲を繋げるものにしなければならなかった。通常は作曲家が物語に合わせて作曲するが、我々はその逆をやった」と語った。
バロウズが執筆を開始する大分前から出演が決まっていたサム・レヴェン演じるネイサン・デトロイト役を中心に具体的に構築していった。『Honest, Abe: Is There Really No Business Like Show Business?』の中で、バーロウは「脳内で彼らの声が聴こえていた。彼らの話し声のリズムを知っており、台詞を形成し、リアルにするのに役立った」と語った。ブロードウェイおよび映画のベテラン俳優のレヴェンは歌手でなかったが、ラニアンのお気に入りの俳優の1人であり、レッサーはレヴェンがネイサン役に非常によく合うと感じていた。レッサーは演技の下手な歌手に合わせるより、レヴェンの技量に合わせて作曲し直す方が簡単と考えた。主役のネイサンが歌唱するのはデュエット曲「Sue Me」の1曲のみなのはネイサンの歌唱力に合わせたためである。
レッサーはレヴェンのために特別に「Sue Me」を作曲し、アデレイド役のヴィヴィアン・ブレインと同時でなく交互に歌う様式に構成した。父親がカンターのレヴェンは流暢なイディッシュ語を話せた。レッサーは「ネイサン役は洗練というより無骨な感じのタフガイとして演じられるべきで、レヴェンは歌唱力に関わらず「Sue Me」でラニアンの世界観を大変よく表現していた」と語った。フォーダム大学音楽教授で『Showtime: A History of the Broadway Musical Theater』の作家のラリー・ステンペルは「音楽的にはレヴェンは音痴かもしれないが、描かれるより適格なキャラクターとしてレッサーの音楽の中に存在していた」と語った。
レッサーはヴィヴィアン・ブレインには保守的なサラ役は似合わないと考え、アデレイド役のキャラクターを作り出した。
レッサーが第2幕でいくつかの楽曲のリプライズを提案した時、演出のカーフマンは「もし楽曲を繰り返すならジョークも繰り返す」と警告した。

## あらすじ
1948年頃のニューヨーク。タイムズ・スクエアに巣喰っている賭博師のネイサン・デトロイトは、アデレイドと婚約したまま賭博に熱中、今日も今日とてクラップゲーム賭場を開きたいのだが、ブラニガン警部をチーフとしたニューヨーク市警の取締りが厳しいため、適当な場所が見つからず困っていた。唯一、ジョーイ・ビルトモアという男が、前金千ドルで倉庫を貸そうと言ってきた。しかし、金が無い。
そこにネイサンの仲間のスカイ・マスタースンが、ラスベガスで大勝ちして帰ってきた。女を巡る会話の中から、ネイサンは一つの「賭け」を申し込む。「俺が指名する女を一晩でものにしたら千ドルを払おう。できなければ、千ドルは俺のものだ」と。プレイボーイのスカイが、このうまい話に乗らない訳がない。ところが、ネイサンが指名した女は、お堅いことで有名な救世軍の娘サラ・ブラウンだった。
スカイは早速、救世軍の伝道所を訪れた。伝道師たちに罪人は夜活動するから、と真夜中の布教活動を勧めた。そしてサラに「一緒に食事をしないか。その代わりに、伝道所の集会に1ダースの罪人を出席させよう」と言葉巧みに誘った。サラは単なる食事の誘いだけではないと見抜いて断る。しかし折も折、カーライト将軍から信者が少ないのを理由に伝道所の閉鎖を言い渡されてしまい、スカイの申し出を受け入れざるを得なくなった。
一方、ネイサンは賭博が開催できず困り果てていた。今夜はシカゴから大物の賭博師ビッグ・ジュールが来ていて、開かないわけにはいかないのだ。街をぶらつく賭博師たちは警部に、ネイサンとアデレイドの結婚の前祝だと言って誤魔化すが、偶然アデレイドが通りかかり狂喜する。さらにネイサンは徹夜で布教活動をしている救世軍のメンバーにサラがいないことに気がつき、スカイがサラを誘い出すことに成功してしまったと察する。
ハバナへ出掛けたサラの真面目さにスカイは戸惑う。サラは半ば騙されるように酒を飲まされると酔った勢いで、つい羽目を外して乱闘騒ぎを起こし、スカイに愛の告白をしてしまった。だが、スカイの返事は意外なものだった。「酔っている女を自分のものにするのは、俺の自負心が許さない」と、心の内とは裏腹に冷たく突き放したのだった。だが、二人は互いに心を開き、口づけを交わす。
ところが、二人がニューヨークへ戻った時、進退窮まったネイサンが苦肉の策で全員が出掛けて留守だった伝道所で賭場を開いてしまい、さらに間の悪いことに、二人の眼前でブラニガン率いるニューヨーク市警の手入れを受けてしまった。このことを知ったサラは、スカイがこの賭博を開くために自分を騙したのだと誤解した。
ビッグ・ジュールが大負けしたため、ネイサンは場所を下水道に移してクラップを継続していた。スカイは、ネイサンに賭けの結果を報告するために出掛けて行くと、賭場では負けが込んだことでしびれを切らしたビッグ・ジュールがイカサマ同然の禁じ手を用いだしており、そのカモにされてしまったネイサンは大負けの有様で、「俺、今は『文無し』だから、掛け金の千ドルは当分払えないよ」と言う。スカイは「賭けは俺の負けだ」と言って千ドルをネイサンに渡した。
スカイは、サラとの約束を果たすために、ネイサンやビッグ・ジュールらも含んだ賭博仲間に「今夜、伝道所の集会に出席してくれないか」と頼むが断わられる。そこで仕方なく、スカイは彼らと賭けをした。「俺が勝てばお前達は伝道所へ行ってくれ。俺が負けたら一人当たり千ドルを払う」と。金よりも大きなものがかかっている賭けの結果は、スカイが勝った。賭博師たちはしぶしぶ伝道所に向かう。そしてスカイは、しばらく街を離れようとする。
なんとか賭博師たちに懺悔をさせ、集会は成功に終わり、支部の存続も認められた。ネイサンの懺悔から、スカイが伝道所での賭博に関わっていないことを知り、サラは彼の後を追う。サラはアデレイドと出会い、二人は、結婚して愛する男を変えて見せようと意気投合する。
それから数日後、スカイとサラの結婚式が挙げられ、スカイはすっかり救世軍の一員になっていた。そして、ネイサンも新聞販売と言う堅気の仕事に就き、十四年間もおあずけだった婚約者アデレイドと、目出度く結ばれたのだった。

## 主な登場人物

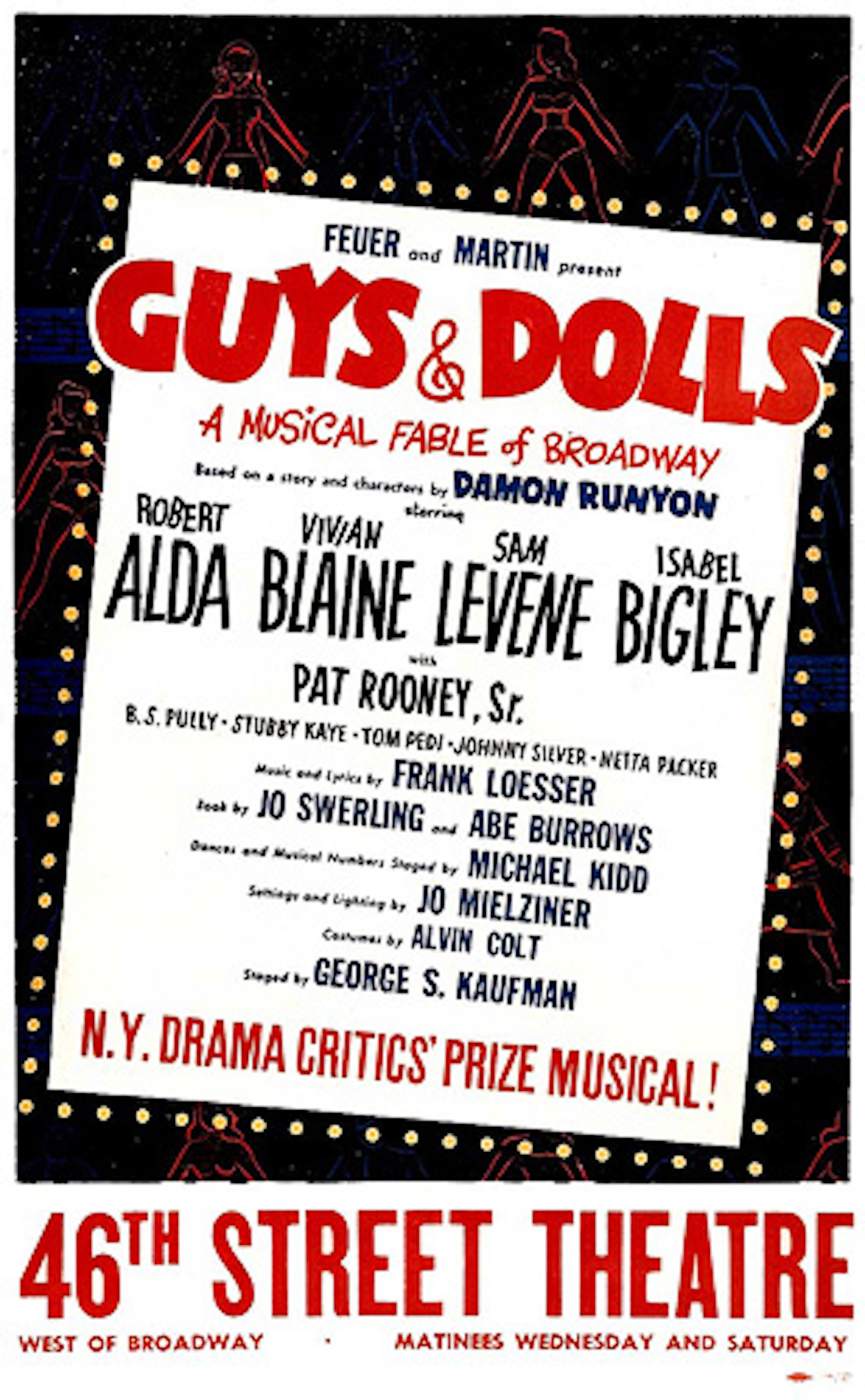
1950年、46番街劇場で上演されたオリジナル・ブロードウェイ・プロダクションの宣伝カード。

- スカイ・マスタースン（主人公。クラップ・シューター）
- ネイサン・デトロイト（スカイの知己で、ニューヨークの賭博を取り仕切る）
- サラ・ブラウン（ヒロイン。救世軍の女軍曹）
- アデレイド（「ホット・ボックス」の踊り子、ネイサンと14年間婚約したままの間柄）
- ブラニガン警部（スカイやネイサンが賭場を開こうとするのを取り締まる）
- ナイスリー・ナイスリー・ジョンソン（ネイサンの仲間）
- ベニー・サウスストリート（同）
- ラスティ・チャーリー（同）
- ハリー・ザ・ホース（同）
- ビッグ・ジュール（シカゴの大親分）
- ジョーイ・ビルトモア（車庫の持ち主）
- カートライト将軍（サラの上司）
- アーヴァイト・アバーナシー（救世軍の一員、サラの後見人）
- マーサ（救世軍兵士）
- タバサ（同）
- アガサ（同）
- カルヴィン（同）
- クロスビー（同）
- ミミ（踊り子）

## 使用楽曲
| 第1幕 - "Runyonland" – オーケストラ - "Fugue for Tinhorns" – ナイスリー、ベニー、ラスティ - "Follow the Fold" – サラ, ミッション・バンド - "The Oldest Established" – ネイサン, ナイスリー、ベニー、男たち - "I'll Know" – サラ、スカイ - "A Bushel and a Peck" – アデレイド、ホット・ボックス・ガールズ - "Adelaide's Lament" – アデレイド - "Guys and Dolls" – ナイスリー、ベニー - "Havana" – オーケストラ - "If I Were a Bell" – サラ - "My Time of Day/I've Never Been in Love Before" – スカイ、サラ | 第2幕 - "Take Back Your Mink" – アデレイド、ホット・ボックス・ガールズ - "Adelaide's Second Lament" – アデレイド - "More I Cannot Wish You" – アーヴァイド - "Crapshooters Ballet" – オーケストラ - "Luck Be a Lady" – スカイ、男たち - "Sue Me" – アデレイド、ネイサン - "Sit Down, You're Rockin' the Boat" – ナイスリー、カンパニー - "Marry the Man Today" – アデレイド、サラ - "Guys and Dolls (Reprise)" – カンパニー |

## プロダクション

### 1950年、オリジナル・ブロードウェイ・プロダクション

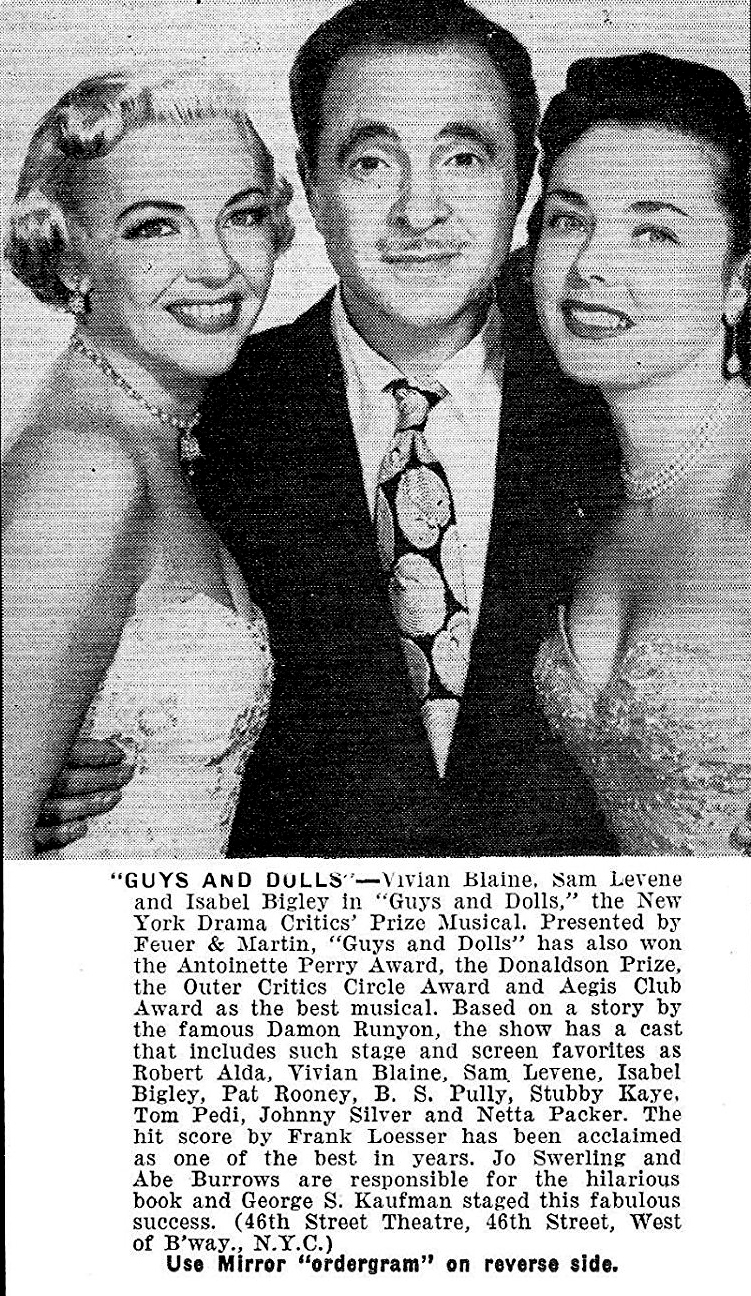
『ニューヨーク・ミラー』紙「Theatre-Ticket Ordergram」に掲載されたオリジナル・ブロードウェイ・プロダクション出演者のヴィヴィアン・ブレイン、サム・レヴェン、イザベル・ビグリー

1950年10月14日土曜日、フィラデルフィアのシュバート劇場にてブロードウェイ公演前の試験興行が行なわれた。11月24日、46番街劇場（現リチャード・ロジャース劇場）にてブロードウェイ初演が行なわれた。ジョージ・S・カーフマンが演出、マイケル・キッドが振付、ジョー・マイザニアが装置および照明デザイン、アルヴィン・コルトが衣裳デザイン、ジョージ・バスマンおよびテッド・ロイヤルが編曲、ハーバート・グリーンがヴォーカルアレンジを担当した。ロバート・アルダがスカイ・マスターソン役、サム・レヴェンがネイサン・デトロイト役、イザベル・ビグリーがサラ役、ヴィヴィアン・ブレインがアデレイド役に配役された。アイヴァ・ウィザーズがアデレイド役を後継した。1,200回上演され、1951年のトニー賞においてミュージカル作品賞を含む5部門で受賞した。デッカ・レコードは78 rpmのオリジナル・キャスト・レコーディングのレコードをリリースし、その後LPで拡大版が再リリースされ、1980年代にCDがリリースされた。

### 1953年、第1回イギリス・プロダクション
1953年のエリザベス2世の戴冠式の数日前の1953年5月28日、ロンドン・コロシアムにてウェスト・エンド・プロダクションの初演が行なわれた。11月2日のエリザベス2世のためのロイヤル・コマンド・バラエティ・パフォーマンスを含む計555回上演された。ヴィヴィアン・ブレインがアデレイド役、サム・レヴェンがネイサン・デトロイト役をブロードウェイに引き続き配役された。ロバート・アルダが出演できなかったためジェリー・ウェインがスカイ・マスターソン役に配役された他、リズベス・ウェブがサラ役に配役された。ロンドン・コロシアムでの開幕前、5月19日から25日、ブリストル・ヒポドロムで8回上演された。リズベス・ウェブは主要登場人物唯一のイギリス人キャストで、レッサーから指名された。
以降幾度となく再演やツアー公演が上演され、学校演劇や地方劇団に好んで上演されている。

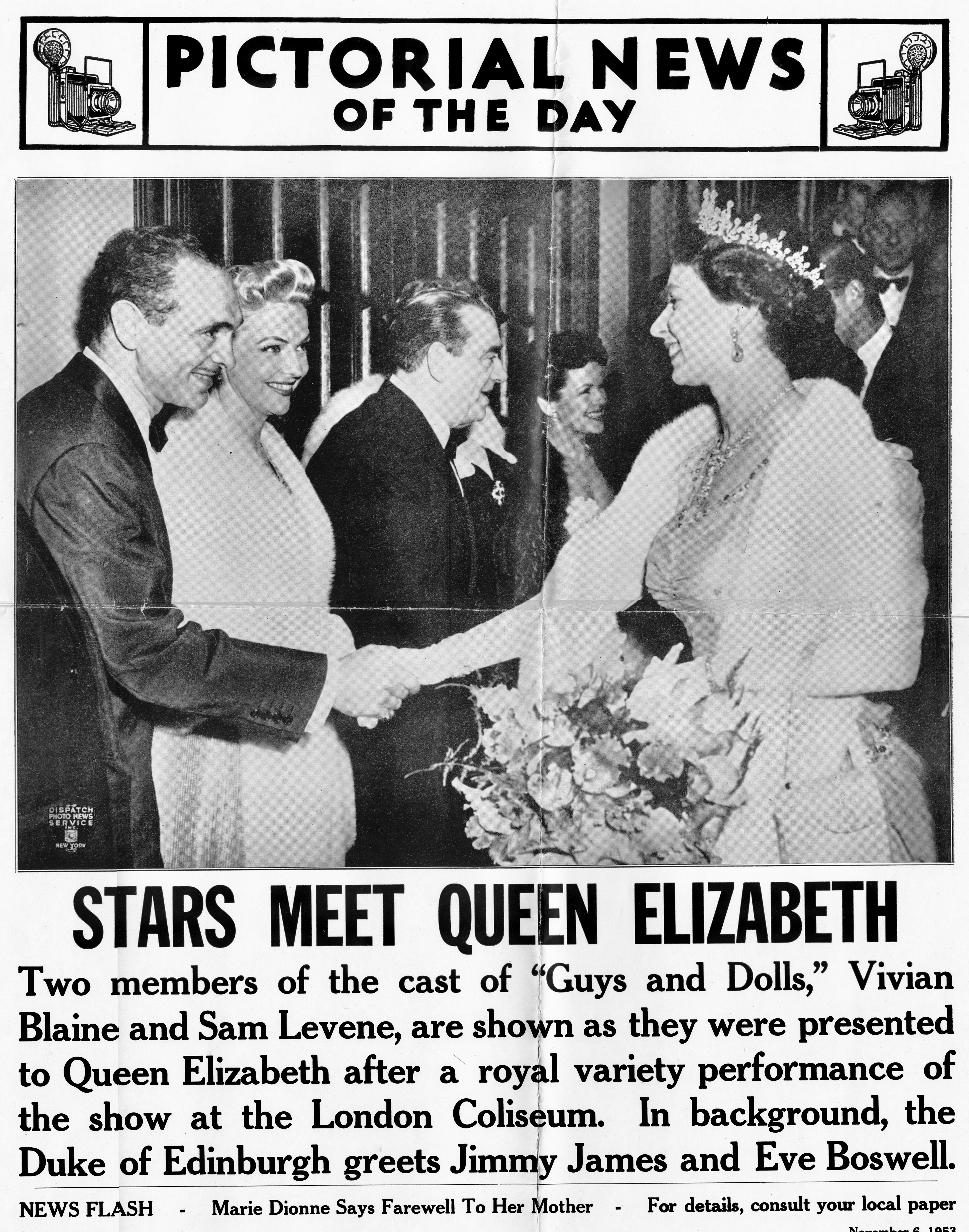
1953年11月2日、ロイヤル・コマンド・バラエティ・パフォーマンスの後にヴィヴィアン・ブレインとサム・レヴェンがエリザベス2世に面会した。

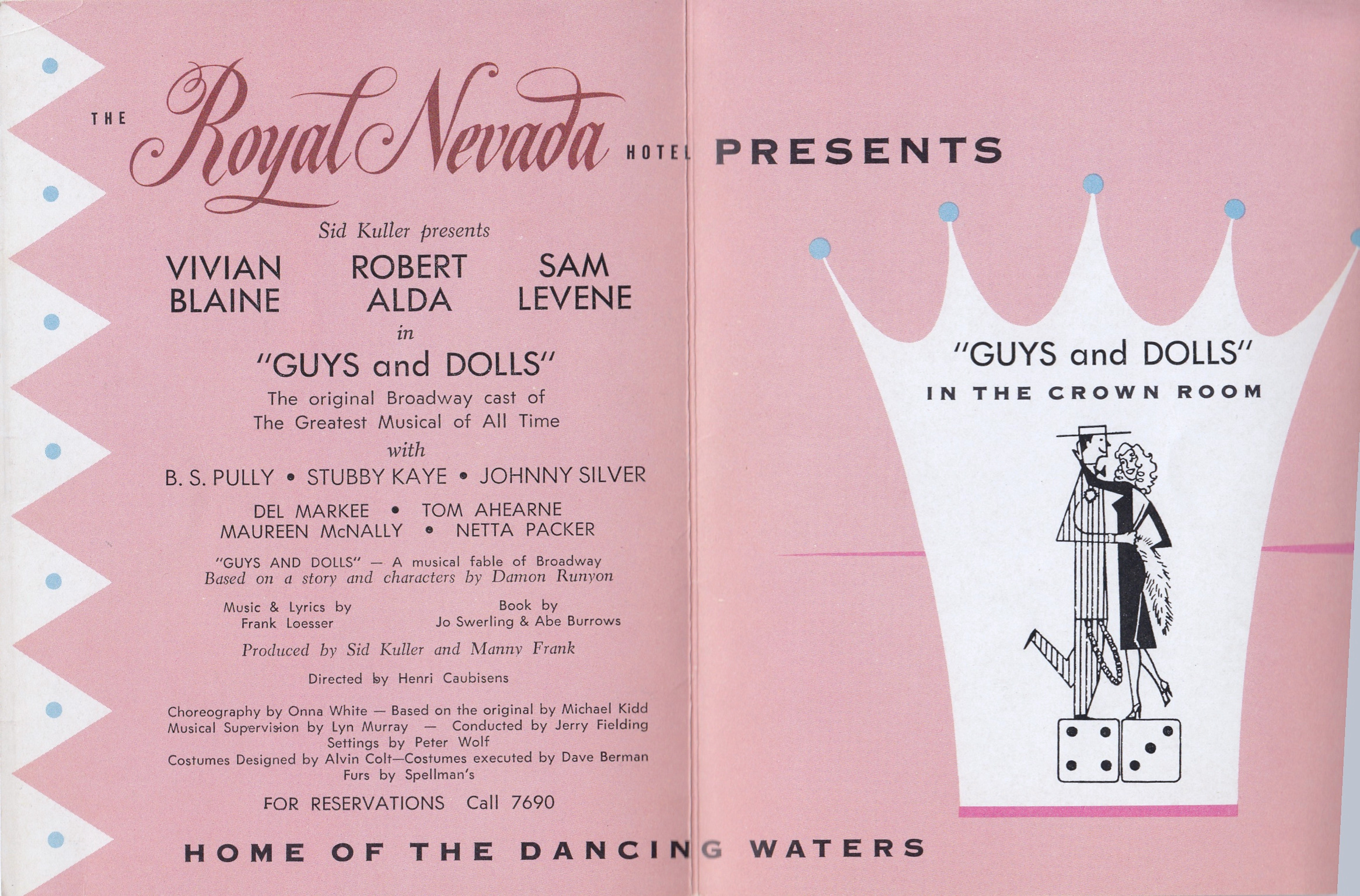
1955年9月7日にロイヤル・ネバダで開幕した第1回ラスベガス・プロダクションのプログラム。オリジナル・ブロードウェイ・プロダクションに出演したヴィヴィアン・ブレイン、ロバート・アルダ、サム・レヴェンが再演し、日に2回上演された。

### 1955年、第1回ラスベガス・プロダクション
1955年9月7日から6ケ月間、ロイヤル・ネバダにてオリジナル・ブロードウェイ・キャストのヴィヴィアン・ブレインがアデレイド役、サム・レヴェンがネイサン役、ロバート・アルダがスカイ役を再演して1日2回、若干短縮された本作の第1回ラスベガス公演が上演された。

### 1965年、15周年プロダクション
1965年、ニューヨーク州ミネオラのミネオラ・シアターおよびニュージャージー州のパラマス・プレイハウスにて初演から15周年を記念し、ヴィヴィアン・ブレインがアデレイド役、サム・レヴェンがネイサン役を再演した。それぞれの劇場で24回ずつの限定公演であった。

### 1955年、1965年、1966年、ニューヨーク・シティ・センター再演
1955年、1965年、1966年、ニューヨーク・シティ・センターにて短期間の上演が行われた。1955年4月20日から5月1日および5月31日から6月12日、ウォルター・マッソーがネイサン役、ヘレン・ギャラガーがアデレイド役、レイ・ショウがスカイ役、レイラ・マーティンがサラ役を演じ、31回上演された。
1965年4月28日から5月9日、アラン・キングがネイサン役、シェイラ・マクレイがアデレイド役、ジェリー・オーバックがスカイ役、アニタ・ジレットがサラ役を演じ、15回上演された。1966年6月8日から26日、ジャン・マレイがネイサン役、ヴィヴィアン・ブレインが再びアデレイド役、ヒュー・オブライエンがスカイ役、バーバラ・マイスターがサラ役を演じ、23回上演された。

### 1976年、ブロードウェイ再演

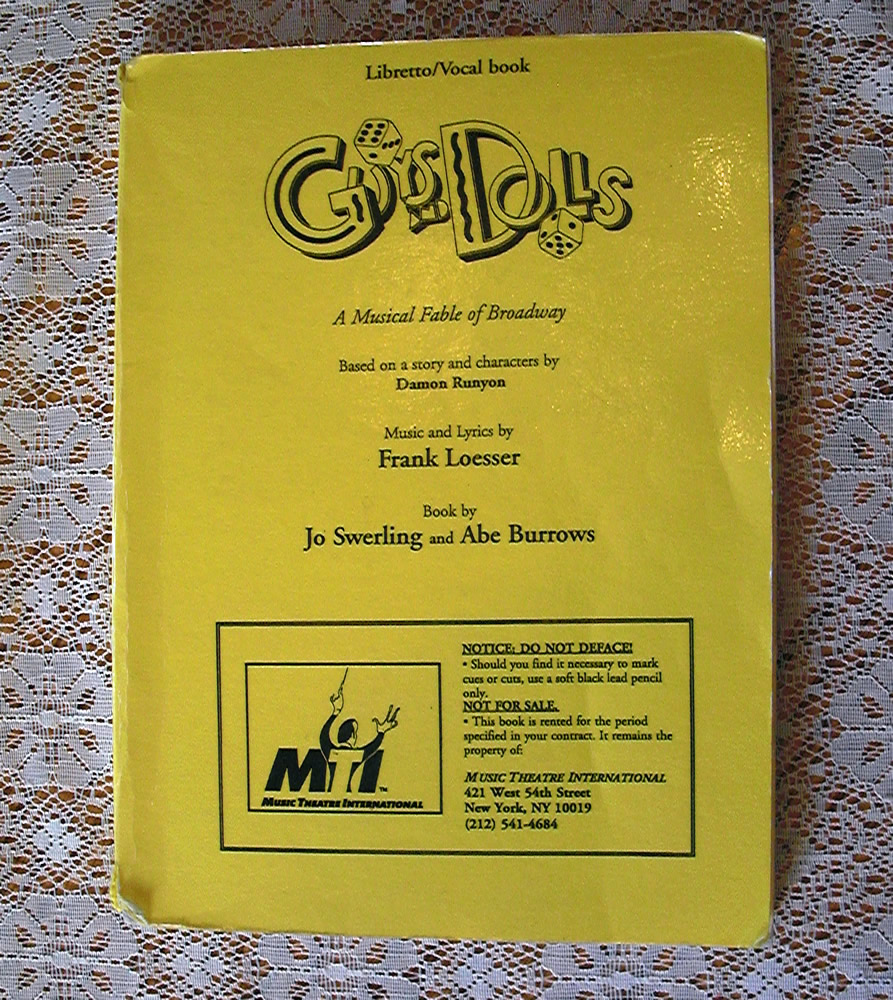
1978年、ミュージック・シアター・インターナショナルにて出演者たちに貸し出されていた脚本。

1976年、全て黒人の出演者による第1回ブロードウェイ再演がブロードウェイ・シアターにて上演され、7月10日にプレビュー公演、7月21日に本公演が開幕した。ロバート・ギロームがネイサン役、ノーマ・ドナルドソンがアデレイド役、ジェイムス・ランドルフがスカイ役、アーネスティン・ジャクソンがサラ役に配役された。ギロームとジャクソンはトニー賞およびドラマ・デスク・アワードにノミネートされ、ナイスリー役のケン・ペイジがシアター・ワールド・アワードを受賞した。
ダニー・ホルゲイトとホレス・オットによりモータウン様式に編曲され、ビリー・ウィルソンが演出を担当した。エイブ・バロウズが監修し、ハワード・ロバーツが音楽監督およびコーラス・アレンジを行なった。
プレビュー公演12回、本公演239回上演ののち、1977年2月13日に閉幕した。開幕後、キャスト・レコーディングがリリースされていた。

### 1982年、ロンドン再演
ローレンス・オリヴィエがネイサン役を熱望し、当時オールド・ヴィック・シアターを拠点としていたナショナル・シアター・カンパニーによる1971年のロンドン再演を目指してリハーサルを開始した。しかしオリヴィエの健康状態が悪化し降板せざるを得ず、オリヴィエによるロンドン再演は行なわれることはなかった。
1982年、リチャード・エアー演出によりナショナル・シアターにてロンドン再演が上演された。エアーはこの上演を再考版として、ルディ・スタンの書籍『Let There Be Neon』から着想を得たネオンライトの装置デザインを特徴としてローレンス・オリヴィエ賞装置デザイン賞を受賞した。またヴィンテージ的であり革新的なより派手な編曲を特徴としていた。デイヴィッド・トグリにより、フィナーレの全員によるタップ・ダンスなどが振り付けられた。1982年3月9日に開幕してすぐに話題となり、4年近く上演されて興行収入の全記録を更新した。ボブ・ホスキンスがネイサン役、ジュリア・マッケンジーがアデレイド役、イアン・チャールソンがスカイ役、ジュリー・コヴィントンがサラ役を演じた。ローレンス・オリヴィエ賞においてミュージカル作品賞、マッケンジーの主演女優賞、エアーの演出賞を含む5部門を受賞した。他にエアーは『イヴニング・スタンダード』紙のシアター・アワード、ホスキンスは批評家サークル・シアター・アワードを受賞した。
1982年10月、トレヴァー・ピーコックがホスキンスを、ポール・ジョーンズがチャールソンを、ベリンダ・シンクレアがコヴィントンを後継した。1983年春、イメルダ・スタウントンがマッケンジーを、フィオナ・ヘンドリーがシンクレアを後継した。1983年、ミュージカル『Jean Seberg』試験興行のため閉幕したが、『Jean Seberg』は不評のため4ヶ月で閉幕した。1984年4月から9月、エアー演出のナショナル・シアター・カンパニーによる再演が復活し、ルル、ノーマン・ロシントン、クラーク・ピータース、ベッツィ・ブラントリーが出演した。全国ツアー公演の後、1985年6月から1986年4月、プリンス・オブ・ウェールズ・シアターにてウェスト・エンド公演に移行した。
1990年1月6日、イアン・チャールストンが40歳でエイズにより亡くなり、11月、1982年公演のほぼ全ての出演者および演奏者による追悼公演がナショナル・シアターにて2回上演された。入場券は即完売し、ドレス・リハーサルも満席であった。収益はロイヤル・フリー・ホスピタルに新たに設立されたイアン・チャールストン・デイ・センターHIVクリニック、およびLAMDAの奨学金に寄付された。

### 1992年、ブロードウェイ再演
1992年のブロードウェイ再演は、1950年に1,200回上演されたオリジナル・ブロードウェイ・プロダクション以来アメリカ国内で最もヒットした再演となった。ジェリー・ザックスが演出し、同役から芸名を名付けたネイサン・レインがネイサン役、ピーター・ギャラガーがスカイ役、フェイス・プリンスがアデレイド役、ジョジー・デ・ガツマンがサラ役に配役された。1992年4月14日から1995年1月8日、マーティン・ベック・シアターにて1,143回上演された。
『ニューヨーク・タイムズ』紙のフランク・リッチから「マーティン・ベック・シアターでの観劇を楽しみながら、才能溢れる役者たちに順位を付けることは難しい」と激賞を受けた。トニー賞において8部門にノミネートされ、再演作品賞を含む4部門を受賞し、ドラマ・デスク・アワードにおいても再演作品賞を受賞した。新曲「Runyonland」、「A Bushel and a Peck」、「Take Back Your Mink」、「Havana」の追加を含み、音楽に様々な改訂が加えられた。マイケル・スタロビンにより編曲され、「A Bushel and a Peck」および「Take Back Your Mink」の振付も変更された。
このプロダクションのオリジナル・キャスト・アルバムのレコーディング風景を1時間に収めたドキュメンタリー映画『Guys and Dolls: Off the Record』が収録された。1992年12月、PBSの『Great Performances』で放送され、2007年、DVDがリリースされた。ほぼ全曲が収録されている他、演出家のザックスの指導、ギャラガー、デ・ガツマン、レイン、プリンスによるプロダクションや役柄についてのコメントも収録されている。
ローナ・ラフトがアデレイド役のオーディションを受けていた。フェイス・プリンスが配役され、1992年の全米ツアー公演でラフトが配役された。

### 1996年、ロンドン再演
1982年のロンドン再演の成功に引き続き、リチャード・エアが再びナショナル・シアターでの限定上演の再演の演出を担当した。ヘンリー・グッドマンがネイサン役、イメルダ・スタウントンが再びアデレイド役、クラーク・ピータースが再びスカイ役、ジョアンナ・ライディングがサラ役に配役された。クライヴ・ロウがナイスリー・ナイスリー・ジョンソン役を演じ、デイヴィッド・トグリが再び振付を担当した。1996年12月17日から1997年3月29日、7月2日から11月22日に上演された。ローレンス・オリヴィエ賞において3部門にノミネートされ、クライヴ・ロウが助演男優賞を受賞した。批評家サークル・シアター・アワードにおいてリチャード・エアーが演出賞を受賞し、プロダクションはミュージカル作品賞を受賞した。

### 2005年、ウェスト・エンド再演
2005年6月から2007年4月、ロンドンのピカデリー・シアターにてウェスト・エンド再演が行なわれた。マイケル・グランデイジが演出し、ユアン・マクレガーがスカイ役、ジェナ・ラッセルがサラ役、ジェーン・クラコウスキーがアデレイド役、ダグラス・ホッジがネイサン役に配役された。期間中、スカイ役はナイジェル・ハーマン、アダム・クーパー、ノーマン・ボウマン、ベン・リチャード、サラ役はケリー・プライス、エイミー・ナタル、リサ・ストック、アデレイド役はサラ・ランケイシャー、サリー・アン・トリプレット、クレア・スウィーニー、リンジー・ブリットン、サマンサ・ジェイナス、ネイサン役はナイジェル・リンジー、ニール・モリッシー、パトリック・スウェイジ、アレックス・ファーンズ、ドン・ジョンソンに交代した。1955年の映画版のためにレッサーが作曲した「Adelaide」が追加された。2007年9月のPlaybill.comの記事によると2008年2月にブロードウェイに移行してプレビュー公演が開幕する予定だったが、この計画は頓挫した。

### 2009年、ブロードウェイ再演
2009年3月1日、ネダーランダー・シアターにてブロードウェイ再演が開幕した。オリヴァー・プラットがネイサン役、ブロードウェイ・デビューのローレン・グレアムがアデレイド役、クレイグ・ビアーコがスカイ役、ケイト・ジェニングス・グラントがサラ役に配役された。デス・マカナフが演出、セルジオ・トルジロが振付を担当した。設定を1950年代から1940年代に変更し、台詞のない原作者のデイモン・ラニアン役を追加した。開幕時の評価はあまり良いものではなかった。『ニューヨーク・タイムズ』紙は「停滞」で「退屈」とし、『ニューヨーク・ポスト』紙は「活気があるはずがつまらない」とし、『タイム・アウト・ニューヨーク』誌は「素材は良いのに活かせていない」と記した。しかし『ニューヨーカー』誌から高評価を受け、観客からの高評価を望んで上演を続けることとなった。3月4日、『ニューヨーク・ポスト』紙はプロデューサーのハワード・パンターが少なくとも7週間上演を続けると語ったことを報じた。プレビュー公演28回、本公演113回上演ののち、2009年6月14日に閉幕した。

### 2015年–2016年、ウェスト・エンド再演およびイギリス・アイルランド・ツアー公演
2015年、チチェスター・フェスティバル劇場で再演が開幕した。マンチェスター、バーミンガムに移行した後、サボイ・シアターでウェスト・エンド再演が開幕し、12月10日からプレビュー公演、2016年1月6日から本公演が上演され、3月12日に閉幕した。デイヴィッド・ヘイグがネイサン役、ソフィ・トンプソンがアデレイド役、ジェイミー・パーカーがスカイ役、シュバン・ハリソンがサラ役、ギャヴィン・スポークスがナイスリー役に配役された。フェニックス・シアターに移行し、オリヴァー・トムセットがスカイ役、サマンサ・スピロがアデレイド役、リチャード・カインドがネイサン役に配役された。2016年6月28日、アデレイド役はレベル・ウィルソン、ネイサン役はサイモン・リプキンに変更となった。ツアー公演がイギリス国内の都市やダブリンで行なわれた。

### 日本での公演

#### 宝塚版での主な配役
|                  | 1984年月組 （宝塚） | 1985年月組 （東京） | 2002年月組 | 2015年星組 | 2025年月組        |
| ---------------- | ------------------- | ------------------- | ---------- | ---------- | ----------------- |
| スカイ           | 大地真央            | 大地真央            | 紫吹淳     | 北翔海莉   | 鳳月杏            |
| ネイサン         | 剣幸                | 剣幸                | 大和悠河   | 紅ゆずる   | 風間柚乃          |
| サラ             | 黒木瞳              | 黒木瞳              | 映美くらら | 妃海風     | 天紫珠李          |
| アデレイド       | 条はるき            | 春風ひとみ/仁科有理 | 霧矢大夢   | 礼真琴     | 彩みちる/彩海せら |
| ブラニガン警部   | 麻月鞠緒            | 麻月鞠緒            | 立ともみ   | 美稀千種   | 佳城葵            |
| ナイスリー       | 未沙のえる          | 未沙のえる          | 大空祐飛   | 美城れん   | 礼華はる          |
| ベニー           | 郷真由加            | 郷真由加            | 月船さらら | 七海ひろき | 夢奈瑠音          |
| ラスティ         | 涼風真世            | 涼風真世            | 北翔海莉   | 麻央侑希   | 瑠皇りあ          |
| ハリー           | 桐さと実            | 桐さと実            | 越乃リュウ | 壱城あずさ | 柊木絢斗          |
| ビッグ・ジュール | 旺なつき            | 旺なつき            | 汐美真帆   | 十輝いりす | 英かおと          |
| ジョーイ         | 有明淳              | 有明淳              | 光樹すばる | 十碧れいや | 大楠てら          |
| カートライト将軍 | 京三紗              | 京三紗              | 夏河ゆら   | 万里柚美   | 梨花ますみ        |
| アーヴァイト     | 汝鳥伶              | 汝鳥伶              | 嘉月絵理   | 天寿光希   | 悠真倫            |
| マーサ           | 常盤幸子            | 常盤幸子            | 穂波亜莉亜 | 白妙なつ   | 菜々野あり        |
| タバサ           | 翼ひかる            | 翼ひかる            | 茜みつ希   | 紫りら     | 静音ほたる        |
| アガサ           | 富美さかえ          | 富美さかえ          | 美原志帆   | 毬乃ゆい   | 妃純凛            |
| カルヴィン       | 白川亜樹            | 麗たまき            | 麻真もゆ   | 瀬稀ゆりと | 甲海夏帆          |
| クロスビー       | 桃梨江子            | 旭麻里              | 夏輝れお   | 紫藤りゅう | 毬矢ソナタ        |
| ミミ             | 仁科有理            | 邦なつき            | 美々杏里   | 綺咲愛里   | 白雪さち花        |

|                  | 1984年月組 （宝塚） | 1985年月組 （東京） | 2002年月組 | 2015年星組 | 2025年月組 |
| ---------------- | ------------------- | ------------------- | ---------- | ---------- | ---------- |
| スカイ           | 郷真由加            | 郷真由加            | 月船さらら | 瀬央ゆりあ | 雅耀       |
| ネイサン         | 涼風真世            | 涼風真世            | 北翔海莉   | 紫藤りゅう | 美颯りひと |
| サラ             | 朝凪鈴              | 朝凪鈴              | 城咲あい   | 綺咲愛里   | 帆華なつ海 |
| アデレイド       | こだま愛            | こだま愛            | 紫城るい   | 真彩希帆   | 乃々れいあ |
| ブラニガン警部   | 大和なつ希          | 大和なつ希          | 楠恵華     | 遥斗勇帆   | 七城雅     |
| ナイスリー       | 一文字新            | 一文字新            | 青樹泉     | ひろ香祐   | 和真あさ乃 |
| ベニー           | 若央りさ            | 若央りさ            | 真野すがた | 天華えま   | 天つ風朱李 |
| ラスティ         | 美輪さいこ          | 美輪さいこ          | 彩那音     | 綾凰華     | 翔ゆり愛   |
| ハリー           | 高原るみ花          | 高原るみ花          | 瀬央みつき | 天希ほまれ | 相星旬     |
| ビッグ・ジュール | 愛川麻貴            | 愛川麻貴            | 研ルイス   | 桃堂純     | 遥稀れお   |
| ジョーイ         | 麻路さき            | 麻路さき            | 良基天音   | 朝水りょう | 央河希涼   |
| カートライト将軍 | 翼ひかる            | 翼ひかる            | 宝生ルミ   | 紫りら     | 一乃凜     |
| アーヴァイト     | 波音みちる          | 波音みちる          | 風雅湊     | 音咲いつき | 槙照斗     |
| ミミ             | 並樹かおり          | ？                  | 憧花ゆりの | 小桜ほのか | 朝香ゆらら |

#### 1993年 日生劇場版での主な配役
- スカイ：田原俊彦
- サラ：杜けあき
- ネイサン：深沢敦
- アデレイド：久野綾希子

　他

#### 2010年東宝版での主な配役
（　）内は中日劇場公演（8月再演）で変更があった配役
- スカイ：内博貴
- サラ：笹本玲奈
- アデレイド：高橋由美子
- ネイサン：錦織一清
- ナイスリー：田中ロウマ（金澤博）
- ベニー：TETSUYA
- ラスティ：田川景一
- ハリー：中村昌也（野仲イサオ）
- ビッグ・ジューリ：三谷六九
- カートライト：荒木里佳
- アーバイド：Kuma
- ブラニガン巡査：井上高志

他

#### 2022年東宝版での主な配役
- スカイ：井上芳雄
- サラ：明日海りお
- ネイサン：浦井健治
- アデレイド：望海風斗

## 原作の訳書
- デイモン・ラニアン『ガイズ＆ドールズ』 田口俊樹訳、新潮文庫、2024年 - 新訳で電子書籍も刊